# Wolfgang Boos (Landrat)
Wolfgang Boos (* 9. Februar 1908 in Breisach; † 1979 in Schopfheim) war ein deutscher Landrat.

## Leben und Wirken
Als Student war Wolfgang Boos Mitglied der katholischen Studentenverbindung KDStV Ripuaria Freiburg im Breisgau. Nach dem Studium wurde er 1933 zum Regierungsassessor ernannt und erhielt eine Anstellung bei der Polizeidirektion Freiburg im Breisgau.
Zum 1. Mai 1933 trat er der NSDAP (Mitgliedsnummer 3.091.303) und 1938 der SS bei (Mitgliedsnummer 353.284).
Nach der im Oktober 1938 aufgrund des Münchner Abkommens erfolgten Besetzung der Grenzgebiete der Tschechoslowakei durch das Deutsche Reich und der Bildung des Reichsgaus Sudetenland erhielt er eine Stelle als Regierungsrat bei der Regierung in Karlsbad. Von dort kommend wurde er im Februar 1940 zunächst kommissarisch als Landrat im Landkreis Warnsdorf eingesetzt. Im August 1940 übernahm er dann dieses Amt definitiv und blieb bis zum Ende des Zweiten Weltkrieges Landrat in Warnsdorf.